# Metauro
Metauro (latinsky Metaurus, gallo-picenským dialektem Metàvar) je řeka v italském regionu Marche. Pramení v pohoří Alpe della Luna a měří 121 km (110 km od soutoku hlavních zdrojnic Meta a Auro v obci Borgo Pace). Na řece leží sídla Sant'Angelo in Vado, Urbania, Fossombrone a Montemaggiore al Metauro, nejvýznamnějším přítokem je Candigliano. Turistickou atrakcí je vodopád Cascata del Sasso, přehrada Bacino di San Lazzaro je využívána k výrobě elektrické energie. Řeka se vlévá do Jaderského moře nedaleko města Fano.
Ve starověku vedla údolím Metaura významná dopravní tepna Via Flaminia. Řeka je známá díky bitvě nad Metaurem, v níž roku 207 př. n. l. padl kartaginský vojevůdce Hasdrubal Barkas.